# Billekanal
El Billekanal o canal del Bil·le és un canal navegable al barri de Rothenburgsort al port d'Hamburg que connecta els canals de Tiefstack i de Billbrook amb el Bille a l'estat d'Hamburg.
El canal va excavar-se al segle xix per desguassar el terra molt humit. La terra excavada va utilitzar-se per a alçar les ribes i urbanitzar la zona. El canal és navegable, però la navegació comercial va minvar des del 1990. Tot i trobar-se al mig d'un polígon industrial, poca fàbriques encara l'utilitzen per al transport de mercaderies o primeres matèries. El 1943, després de l'operació Gomorra tota la zona acabà sent un llarg camp de runam. Després de la guerra, es pensava de transformar-la en un polígon industrial i un port per a la navegació interior, del qual el Billekanal i el Bullenhuser Kanal serien els eixos principals.

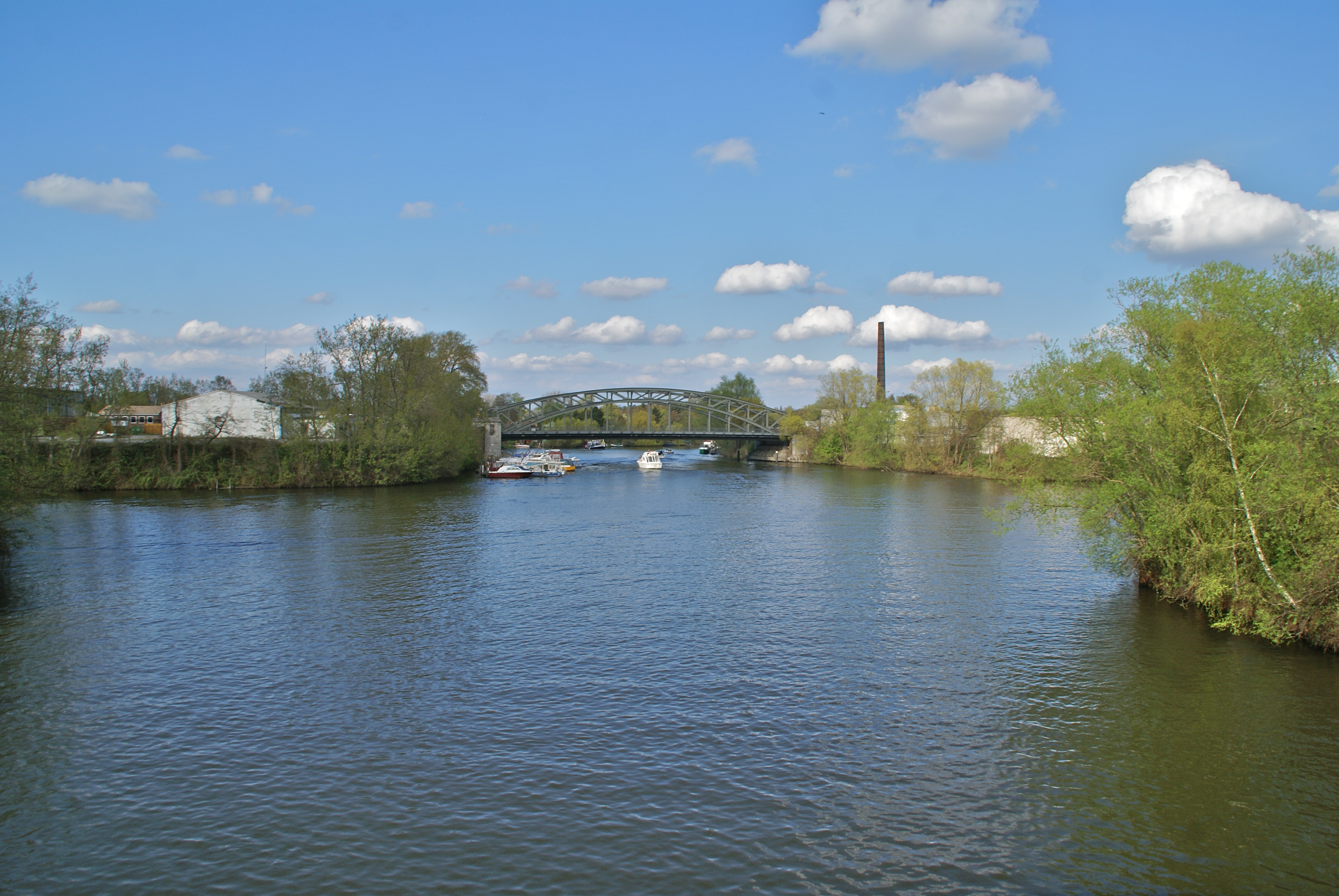
Encreuament de tres canals: el de Tiefstack, el de Billbrook i el Billekanal. Al segon pla es veu el pont Liebigbrücke i el riu Bille
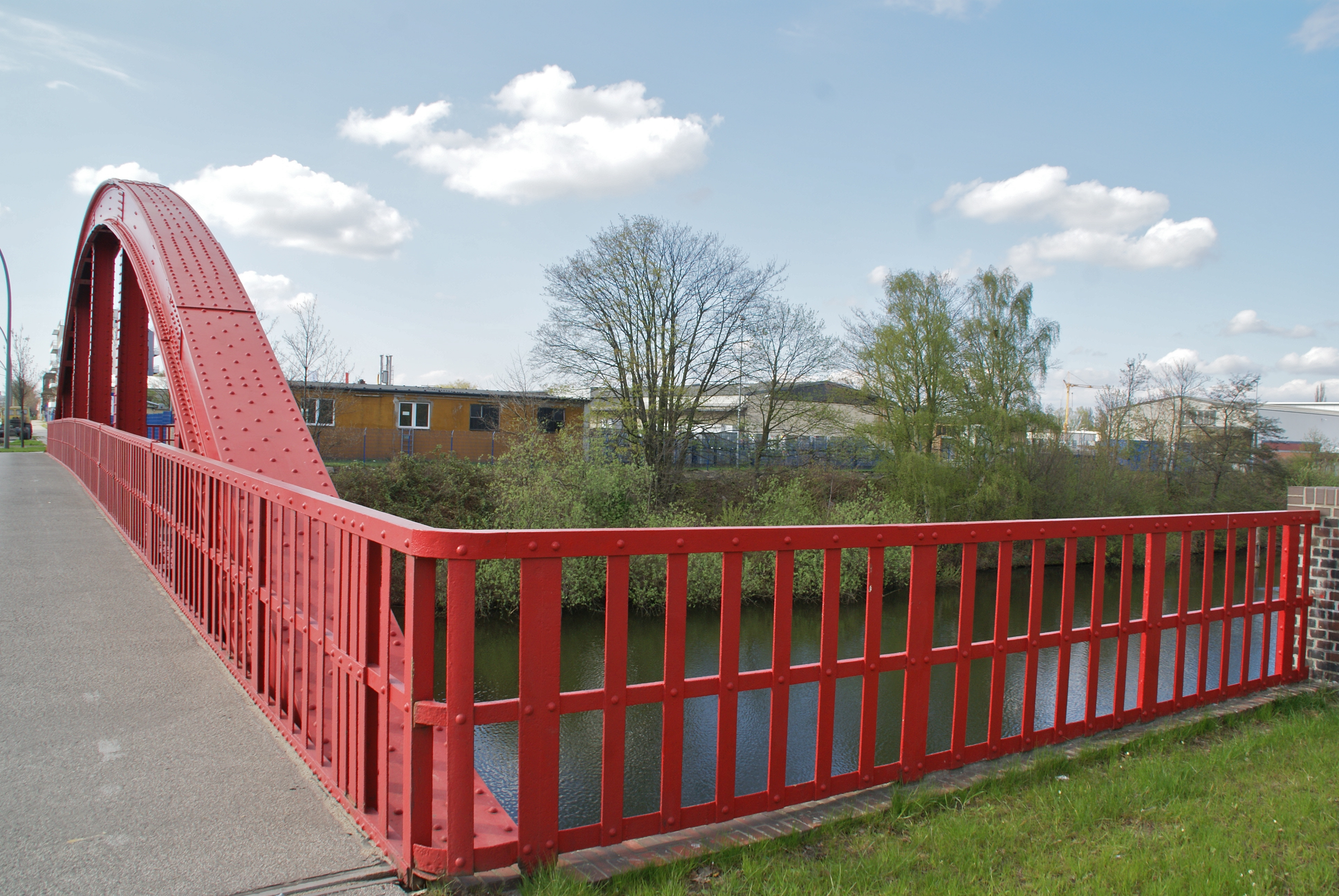
El pont al carrer Großmannstraße en direcció nord
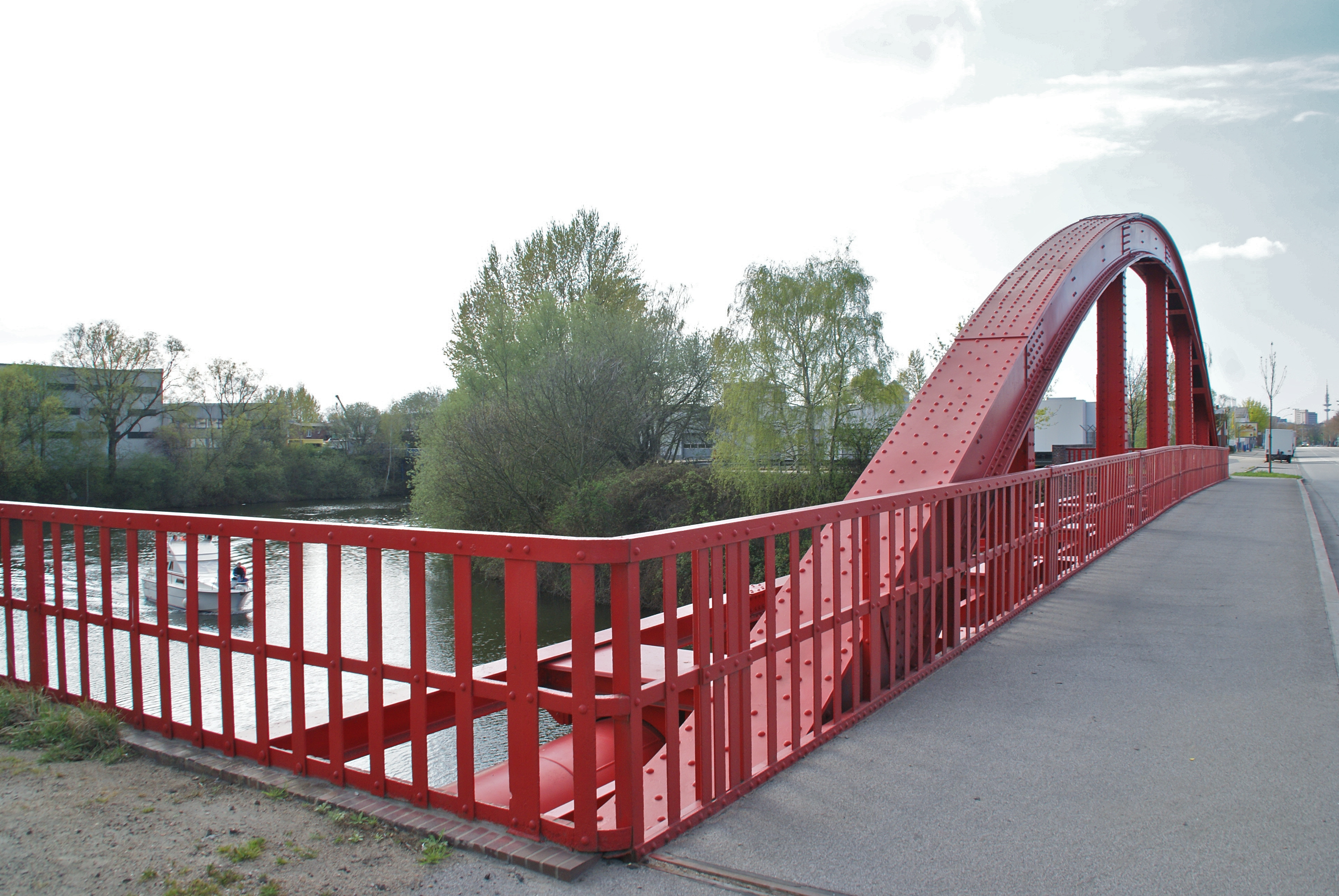
El mateix pont, al segon pla es veu la torre de les telecomunicacions o torre Heinrich Hertz al centre de la ciutat

## Connecta amb
- Canal de Tiefstack
- Canal de Billbrook
- Bille